# Eemeli Reponen

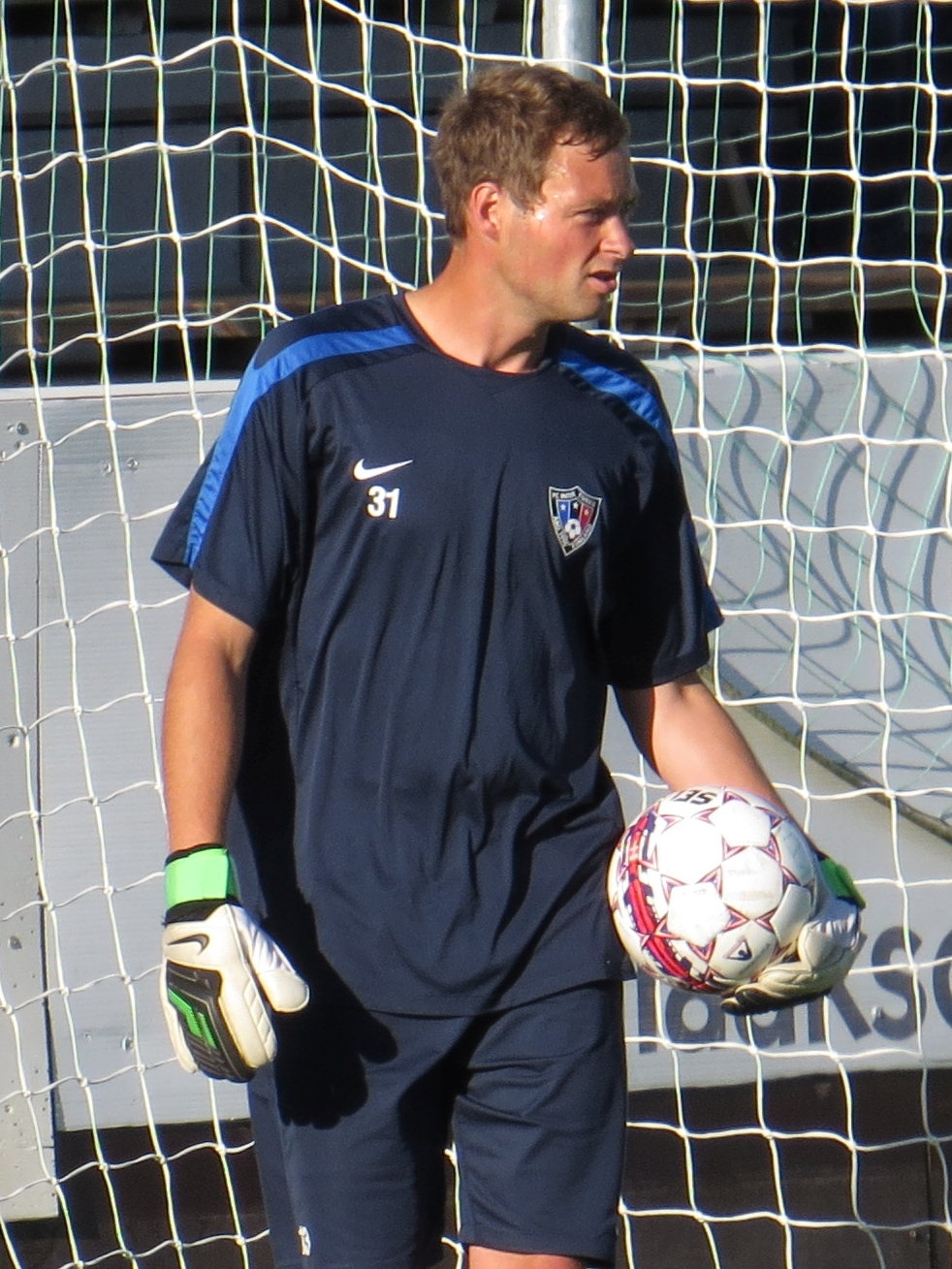
Imagem de Eemeli Reponen.

Eemeli Reponen (nascido em 6 de junho de 1990, Nakkila, Finlândia) é um futebolista finlandês.